# サワリントのオンビリン炭鉱遺産
サワリントのオンビリン炭鉱遺産（サワリントのオンビリンたんこういさん）は、19世紀後期から20世紀初頭にかけて開発された石炭の抽出・精製・運搬に関連する施設群からなるインドネシアの世界遺産である。

## 概要
オンビリン炭鉱はスマトラ島中部の西スマトラ州に位置する石炭採掘場、19世紀後期から20世紀初頭にオランダ東インド会社によって設立された。労働力は現地のミナンカバウ人を雇うことで賄われ、ジャワ人や中国人からなる契約労働者やオランダ領内の囚人労働者が補助的な役割を果たした。遺産には採掘地のほかに企業都市、エマ・ヘイヴン港にある石炭の貯蔵施設群、これらを繋ぐ鉄道路線が含まれている。

## 登録物件
| 番号     | 英名                                               | 種類     | 座標                                                                        | 範囲      | 緩衝地帯    |
| -------- | -------------------------------------------------- | -------- | --------------------------------------------------------------------------- | --------- | ----------- |
| 1610-001 | Soengai Doerian Mining Site                        | 鉱山     | 南緯0度40分39.01秒 東経100度46分39.26秒 / 南緯0.6775028度 東経100.7775722度 | 7.91 ha   | 3,451.38 ha |
| 1610-002 | Mining School                                      | 教育機関 | 北緯0度40分27.3秒 東経100度46分0.001秒 / 北緯0.674250度 東経100.76666694度  | 0.34 ha   | 3,451.38 ha |
| 1610-003 | Coal Processing Plant Compound                     | 精製場   | 南緯0度40分48.06秒 東経100度46分34.2秒 / 南緯0.6800167度 東経100.776167度   | 12.6 ha   | 3,451.38 ha |
| 1610-004 | Ombilin Railway                                    | 鉄道     | 南緯0度41分1.93秒 東経100度46分37.02秒 / 南緯0.6838694度 東経100.7769500度  | 10.89 ha  | 3,451.38 ha |
| 1610-005 | Company Town                                       | 企業都市 | 南緯0度40分54.93秒 東経100度46分44.61秒 / 南緯0.6819250度 東経100.7790583度 | 32.94 ha  | 3,451.38 ha |
| 1610-006 | Salak Power Plant and Ranith Water Pumping Station | 発電所   | 南緯0度38分6秒 東経100度46分8.75秒 / 南緯0.63500度 東経100.7690972度        | 18.14 ha  | 3,451.38 ha |
| 1610-007 | Railway System                                     | 鉄道     | 南緯0度45分59.85秒 東経100度44分16.36秒 / 南緯0.7666250度 東経100.7378778度 | 173.27 ha | 3,591.23 ha |
| 1610-008 | Batu Tabal Train Station                           | 鉄道     | 南緯0度32分38.27秒 東経100度31分22.72秒 / 南緯0.5439639度 東経100.5229778度 | 0.83 ha   | 3,591.23 ha |
| 1610-009 | Padang Pandjang Train Station                      | 鉄道     | 南緯0度27分49.22秒 東経100度23分42.41秒 / 南緯0.4636722度 東経100.3951139度 | 3.69 ha   | 3,591.23 ha |
| 1610-010 | Tinggi Bridge                                      | 鉄道     | 南緯0度28分33.14秒 東経100度22分1.16秒 / 南緯0.4758722度 東経100.3669889度  | 0.15 ha   | 3,591.23 ha |
| 1610-011 | Kayu Tanam Train Station                           | 鉄道     | 南緯0度32分52.27秒 東経100度19分52.11秒 / 南緯0.5478528度 東経100.3311417度 | 1.29 ha   | 3,591.23 ha |
| 1610-012 | Coal Storage                                       | 貯蔵施設 | 南緯0度59分30.1秒 東経100度22分49.55秒 / 南緯0.991694度 東経100.3804306度   | 6.13 ha   | 314.31 ha   |

## 登録基準
この世界遺産は世界遺産登録基準のうち、以下の条件を満たし、登録された（以下の基準は世界遺産センター公表の登録基準からの翻訳、引用である）。
- (2) ある期間を通じてまたはある文化圏において、建築、技術、記念碑的芸術、都市計画、景観デザインの発展に関し、人類の価値の重要な交流を示すもの。

- サワリントのオンビリン炭鉱遺産は、19世紀後期から20世紀初頭にかけてのヨーロッパとその植民地間の鉱山技術の重要な交流を示すものである。この技術的複合体は高品質な石炭の深層からの採掘、精製、運搬、輸送までの効率的な統合されたシステムとして計画・建設され、オランダ東インド会社の工学的知見や鉱山技術が移管されていく様をよく表している。さらには現地の熱帯雨林における地質学的知識や伝統技術を取り入れていることも、高く評価されている。

- (4) 人類の歴史上重要な時代を例証する建築様式、建築物群、技術の集積または景観の優れた例。

- サワリントのオンビリン炭鉱遺産は、戦略的物資である産業レベルの石炭を高い効率で採掘するためにデザインされた技術的複合体のたぐいまれな例である。遺産は19世紀後期から20世紀初頭の国際的な産業革命の特徴を示しており、工学技術と複雑な生産システムが産業と商業をグローバル化された経済へと押し上げることに貢献した。その技術には深い鉛直な坑道を作る坑井技術、機械的な採石物の洗浄・分類、蒸気機関と急勾配用のラック鉄道、傾斜と逆アーチを持つ鉄道橋、岩肌を砕いて通されたトンネル、深く浚渫された港湾、そして温度管理がなされた石炭貯蔵庫が含まれている。それらは、目的をもって建てられた近代的な鉱山都市によって補完され、最大7000人が住んだ街には住居、食料供給、医療、教育、信仰、レクリエーションを目的とした施設が立ち並んでいた。これらは労働者の区分と工業化の厳格な階層的構造に応じてデザインされている。